# التهاب الكبد المجهول لدى الأطفال (2022)
التهاب الكبد المجهول لدى الأطفال (2022) أُخطِرت منظمة الصحة العالمية (WHO) في عام 2022، عن حالات التهاب الكبد المفاجئ الحاد مجهول المصدر لدى الأطفال من عدة بلدان.  ففي أكتوبر 2021، ظهرت مجموعة من حالات التهاب الكبد الحاد مجهولة المصدر في مستشفى للأطفال في ولاية ألاباما الأمريكية.

## تاريخ
شخصت الولايات المتحدة أوائل حالات التهاب الكبد الحاد مجهول المصدر في مستشفى للأطفال في ولاية الاباما الأمريكية في أكتوبر 2021، حيث كانوا من قبل أصحاء، وأُبلِغ مركز السيطرة على الأمراض (CDC) بذلك في نوفمبر.
وأُبلِغت الصحة العامة في سكوتلندا (PHS) في 31 مارس 2022، عن تشخيص خمسة أطفال تتراوح أعمارهم مابين الثلاث والخمس سنوات بالتهاب الكبد الحاد مجهول المصدر في المستشفى الملكي للأطفال، وفي 5 أبريل، اعلمت نقطة الاتصال الوطنية (NFP) التابعة للوائح الصحية الدولية (IHR) في المملكة المتحدة منظمة الصحة العالمية عن 10 حالات من التهاب الكبد الحاد المفاجئ مجهول المصدر التي ظهرت لدى الأطفال في أنحاء سكوتلندا، حيث ظهرت أعراض بعضهم في يناير، بينما ظهرت اعراض الآخرين في مارس، والذين كان أصحاء فيما مضى، وبلغ إجمالي الحالات في الثامن من أبريل 74 حالة، ست من هذه الحالات تطلبت زراعة للكبد. وتبعها المزيد من البلاغات عن هذا المرض في ايرلندا واسبانيا، وبحلول 21 أبريل، بلغ اجمالي الحالات 108 حالة في المملكة المتحدة.
واعتبارًا من 23 أبريل 2022، أبلغت الولايات المتحدة بالإضافة إلى 11 دولة أوروبية عن 169 اصابة على الاقل بالتهاب الكبد المفاجئ لدى الأطفال دون سن 16 عامًا، حيث كانت معظم الحالات في المملكة المتحدة. واستبعد كل من الفيروسات الشائعة المسببة لالتهاب الكبد، كـ: A ، وB ، وC ، وD ، وE في جميع هذه الـ169 حالة.  ولم يصب معظمهم بالحمى، ولكن أصيب العديد منهم بالإسهال والقيء وآلام في البطن، قبل اكتشاف مستويات مرتفعة من إنزيمات الكبد واليرقان في الدم.  ووفقاَ لمنظمة الصحة العالمية، «لم يتضح بعد ما إذا كان السبب هو تزايد في حالات التهاب الكبد، أم ارتفاع مستوى الوعي بحالات التهاب الكبد التي تظهر بالمعدل المتوقع ولكن لا تشخص».  وسجلت منظمة الصحة العالمية وفاة طفل و 17 عملية زراعة كبد، حيث كان أصغر المصابين سناَ يبلغ من العمر شهرًا واحدًا.  وسجل ما لا يقل عن 74 حالة إيجابية لفيروس غدي، و 20 حالة إيجابية بـ SARS-CoV-2 ، وتبينت إصابة 19 شخص من الذين أُجريت عليهم الفحوصات بكل من SARS-CoV-2 وفيروس الغدي في آنٍ واحد.  وتبين أن معظم الأطفال المتضررين لم يتلقوا لقاح COVID-19 .  وأكد تقرير منظمة الصحة العالمية الصادر في 23 أبريل أنه تم الإبلاغ عن 114حالة في المملكة المتحدة وأيرلندا الشمالية، و 13 في إسبانيا، و 12 في الكيان الإسرائيلي، و 9 في الولايات المتحدة، و 6 في الدنمارك، وأقل من خمسة في أيرلندا، و 4 في هولندا، و 4 في إيطاليا. واثنان في النرويج واثنان في فرنسا، وواحدة في رومانيا، وواحدة في بلجيكا.  وبدأت منظمة الصحة العالمية إجراء تحقيق في تفشي المرض.
بحلول 25 أبريل، تفاقم إجمالي الحالات المؤكدة في المملكة المتحدة إلى 111 حالة، كان أكثرهم تحت سن الخامسة، حيث تطلب 10 منها عمليات زراعة كبد. ورغم ذلك لم تسجل أي وفيات في المملكة المتحدة. 
وأعلنت وكالة الصحة العامة الكندية في الـ26 من أبريل، أنها تجري تحقيقاً في البلاغات عن المرض الذي يصيب الأطفال في البلاد. ولم تفصح بعدد الحالات والتوزيع الجغرافي. وكشفت صحيفة الغارديان أيضًا أن الحالات تفشت في دول آسيوية، على وجه التحديد في اليابان حيث تم الإبلاغ عن إصابة طفل بالمرض في 21 أبريل، وفي سنغافورة في 30 أبريل.  
وأفادت وزارة الصحة السنغافورية في 30 أبريل من عام 2022، أن رضيعًا يبلغ من العمر 10 أشهر أصيب بالتهاب الكبد الحاد مجهول السبب، قد نوم في المستشفى في 25 أبريل.

## أعراض
يعاني المصابون بالمرض من الأعراض التالية:  
- غثيان
- وجع بطن
- التقيؤ
- إسهال
- اليرقان

## الأسباب المحتملة

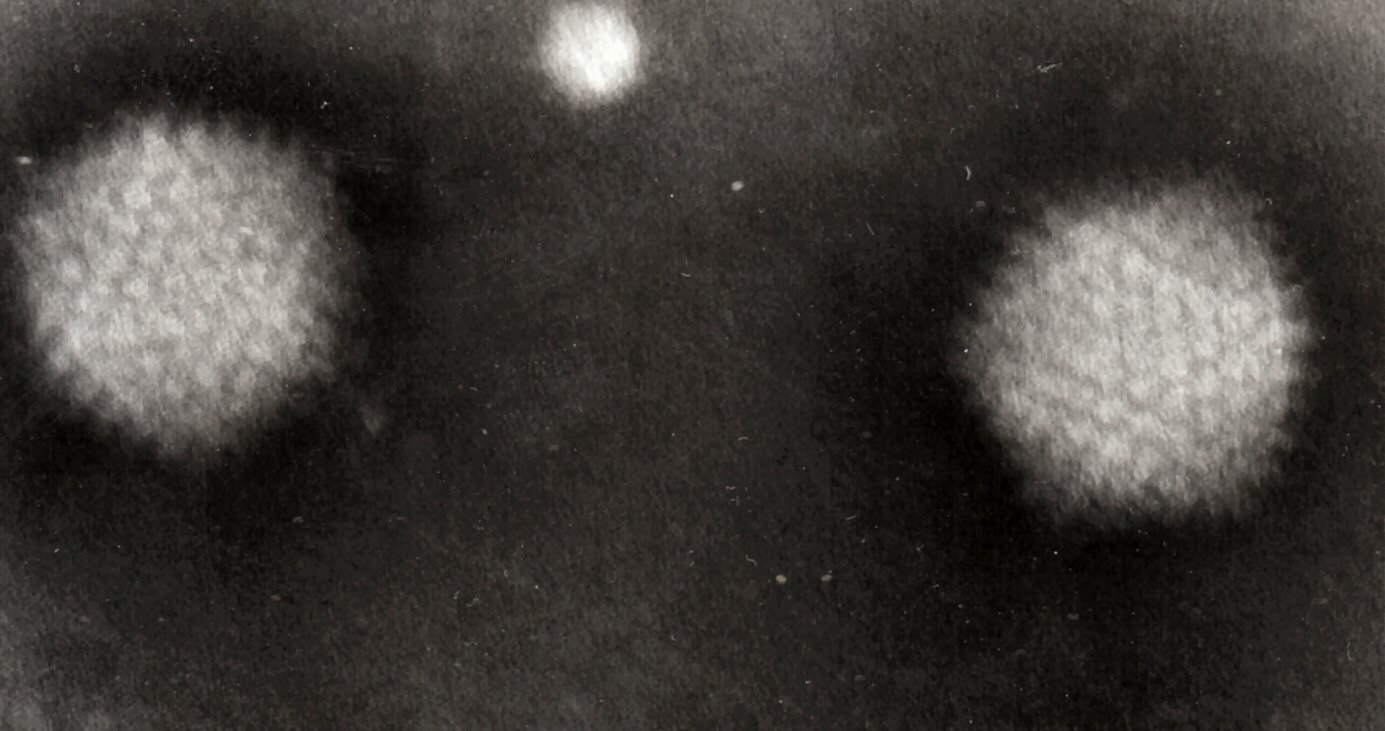
صورة مجهرية إلكترونية للإرسال لاثنين من جسيمات الفيروسات الغدية

ذكرت ميرا تشاند، مديرة العدوى السريرية والناشئة في وكالة الأمن الصحي بالمملكة المتحدة، في الـ25 من أبريل أن «المعلومات التي جمعت اثر تحقيقاتنا، تشير بكل وضوح إلى أن هذا الارتفاع في ظهور التهاب الكبد المفاجئ عند الأطفال مرتبط بعدوى الفيروس الغدي» أ.هـ.  كما نُشر في BBC الإخبارية التي ذكرت أيضًا أن بعض العلماء يعتقد أن الزيادة في الحالات يمكن أن تكون ناجمة عن تغيير في التركيب الجيني للفيروس الغدي، والذي ممكن أن يتسبب في فيروس التهاب الكبد الوبائي، مما يؤدي إلى التهاب في الكبد على نحو أوسع.  ويقترح تفسير آخر أن القيود المفروضة خلال فترة وباء COVID-19 أدت إلى تعرض الأطفال الصغار للفيروس الغدي في فترة لاحقة من حياتهم مما أدى إلى استجابة مناعية أقوى.  وتقترح تفسيرات أخرى ارتباط السموم، والعدوى الفيروسية المصاحبة لـ COVID-19. لكن وفقًا لمنظمة الصحة العالمية، تتطلب هذه النظريات مزيدًا من التقصي والاستطلاع. 

## روابط خارجية
- "Acute hepatitis of unknown aetiology (disease outbreak news)". www.who.int (بالإنجليزية). Archived from the original on 2023-03-10. Retrieved 2022-04-25.